# Edition Egtved
Edition Egtved var et dansk musikforlag, der blev grundlagt i 1951 og eksisterede frem til 2001.
Forlaget blev grundlagt som Musikhøjskolens Forlag. Efter at forlaget var blevet overtaget af Svend G. Asmussen flyttede virksomheden til Egtved i 1964, og skiftede i 1974 navn til Edition Egtved. I 1996 flyttede forlaget til Aarhus og i 2001 fusionerede det med Edition Wilhelm Hansen.
Edition Egtved specialiserede i kor- og kirkemusik samt pædagogik. Forlagets sidste udgivelse var i 2003.
Forlaget havde i sit sidste regnskabsår et bruttoresultat på 2,3 mio. kr.